# カナダカケス
カナダカケス（加奈陀懸巣、学名：Perisoreus canadensis）は、スズメ目カラス科に分類される鳥類。

## 分布
北アメリカ